# Sarah Rainmaker
Sarah Rainmaker è un personaggio della serie a fumetti WildStorm Gen¹³, scritta da Jim Lee e Brandon Choi e disegnata da J. Scott Capbell.

## Personalità
Sarah è una convinta ecologista e attivista per l'ambiente ed è stata più volte arrestata o è finita nei guai con la polizia per aver protestato contro industrie o politici. Molto amante della natura e degli animali, Sarah mostra la rara capacità di vedere il bello nelle cose che la circondano e trova ancora modo di sbalordirsi della natura con la semplicità di un bambino.
Molto legata alla terra è una naturista da sempre.
La sua pressoché totale mancanza di pudore, che la spinge spesso a mostrarsi o fare il bagno nuda davanti ai compagni di sesso maschile senza troppi problemi, veniva inizialmente vista male da Roxy e Caitlin, che la consideravano un'esibizionista.
In realtà in alcune occasioni perfino Rainmaker ha dimostrato di provare un po' di vergogna nel mostrarsi, eclatante è per esempio quando dopo che un'esplosione ha disperso i membri del gruppo e la ragazza si risveglia nel bosco, trovatasi sola si spoglia e si lava in una sorgente per poi rimanere sdraiata sull'erba completamente nuda fino all'arrivo di Bobby, alla vista del quale si coprirà ed imporra di non guardarla mentre si copre con delle foglie di fico, sebbene copra solo il pube e non il petto.
Tende spesso a correggere gli atteggiamenti dei suoi compagni per far sì che risultino politicamente corretti, e dispensa spesso saggi consigli che tuttavia non sempre vengono accettati.
Aspetto fondamentale del personaggio e che al tempo del suo esordio provocò non poche controversie è il suo orientamento sessuale: Sarah ha dimostrato infatti più volte di provare una forte attrazione per le persone dello stesso sesso, Fairchild in particolare. Sebbene inizialmente si pensasse fosse lesbica più avanti ha dichiarato di essere bisessuale, mostrando infatti di non essere completamente immune al fascino maschile.
Sarah è inoltre molto fiera delle sue radici Apache ed ha una grande conoscenza dei costumi e delle leggende della sua tribù.

## Biografia del personaggio

### Infanzia e adolescenza
Sarah nasce in Arizona nella riserva Apache di San Carlos, figlia illegittima di Stephen Callahan e Rebecca Rainmaker (è dunque sorellastra dei supercriminali Treshold e Bliss), il padre verrà ucciso dagli uomini delle Operazioni Internazionali e dunque la bambina non lo conoscerà mai.
Cresciuta nella riserva Sarah è la persona più giovane ad aver mai manifestato il fattore Gen, prima ancora della pubertà difatti dimostra le sue incredibili capacità di manipolazioni climatica, attirando l'attenzione di Ivana Baiul, che ordina ai suoi uomini di catturare la ragazzina per analizzarla, tuttavia Sarah riesce a sfuggire agli inseguitori e si nasconde per tre giorni nel deserto, finché non viene trovata da Ripclaw membro di Cyberforce nonché Apache, che la riporta dalla sua famiglia.
Anni dopo, raggiunta la maturità la ragazza viene comunque adescata dagli uomini delle Operazioni Internazionali ed entra nel progetto Genesis. Qui conosce i futuri compagni Caitlin Fairchild, Grunge, Freefall e Burnout, che come lei anni prima manifestano il fattore Gen.
Il gruppo, aiutato nella fuga da John Lynch fondano Gen¹³.

### Gen¹³
All'inizio Sarah faceva fatica ad ambientarsi ed alcuni suoi atteggiamenti ambigui crearono diversi fraintendimenti, specie con le compagne. Per esempio la sua scelta di vita nudista vista come esibizionismo o i continui rimproveri comportamentali. Inoltre inizialmente Rainmaker non rivela ai compagni la propria bisessualità e questo le provoca non pochi problemi quando per esempio vede le ragazze cambiarsi negli spogliatoi. Scoperto il vero orientamento sessuale della ragazza i compagni riusciranno ad accettarlo con facilità, sebbene Roxy ci metta molto tempo per digerirla, e col tempo le divergenze saranno appianate e la squadra diverrà un gruppo compatto legato da una forte amicizia.
Burnout inoltre dimostra immediatamente una grande attrazione per la ragazza, la quale si dice non interessata a lui salvo che come amico. È tuttavia interessante come spesso lo guardi in modo ambiguo ed abbia parecchi riguardi per lui, nonché come Bobby sia l'unica persona a suscitarla imbarazzo qualora la sorprenda nuda.
Sarah è unanimemente vista dai compagni come la voce della ragione, la sua attitudine di pacificatrice è molto rispettata e spesso gli altri le chiedono consigli per affrontare situazioni complicate, sebbene non sempre questi vengano ascoltati o interpretati nel modo giusto.
È proprio su suo consiglio che Grunge, in un periodo di crisi interiore deciderà di fare un viaggio purificatore nel deserto.
Quando il gruppo tornerà al college, Sarah farà inizialmente molta fatica ad ambientarsi, ma alla fine ci riuscirà grazie all'aiuto dei compagni.
Come tutti i membri del gruppo si presumeva fosse morta nell'esplosione della casa sulla spiaggia provocata dalle Operazioni Internazionali. In realtà però tutta Gen¹³ era sopravvissuta e dispersa in un altro universo, da cui farà ritorno mesi dopo.

### Worldstorm
Dopo l'arrivo di Capitan Atom nell'universo Wildstorm l'intera linea temporale del modo di Gen¹³ viene riscritta e le vite dei personaggi modificate.
La principale differenza della nuova versione di Sarah Rainmaker è il non essere più bisessuale, ma lesbica. Cosa che tiene inizialmente nascosta per paura di non essere accettata nella società, tutti gli altri aspetti della personalità del personaggio restano invece invariati, mentre la sua storia differisce in un unico cruciale punto, Tabula Rasa (sostituto del progetto Genesis) la rapisce dalla sua casa e dai suoi genitori dopo averli uccisi. Da qui la storia prosegue analogamente alla prima versione, e Rainmaker trova il coraggio di aprirsi ai suoi compagni, rivelando la sua omosessualità, che viene accettata da tutti.
La sua relazione con Caitlin è parecchio complicata dall'affezione di questa per Bobby, Rainmaker è difatti paradossalmente gelosa di entrambi.
Dopo l'Armageddon, Sarah sarà così distrutta da considerare inizialmente l'idea di lasciare il gruppo, tuttavia i compagni riusciranno a dissuaderla e la ragazza così come tutta la squadra si dedicherà al soccorso e alla ricerca dei sopravvissuti.

## Poteri e abilità
Il fattore Gen di Rainmaker le conferisce l'incredibile abilità di manipolare i fenomeni atmosferici, richiamando le nuvole, i fulmini, il vento e la pioggia al suo volere. Questa abilità è tanto grande che la si è vista più volte richiamare uragani o cicloni, grandinate ed addirittura diluvi. Rainmaker è in grado di manipolare sia i venti caldi che quelli freddi; può manipolare inoltre l'elettricità anche a livello magnetico, come ad esempio generando campi elettrici, inoltre può provocare anche delle tempeste di sabbia e solari oppure trasformare gli inquinanti atmosferici nelle piogge acide o in nebbia tossica. Sebbene sia da tenere in considerazione come il provocare fenomeni meteorologici di grande scala tenda a far sì che sfuggano al suo controllo; qualora invece abbiano proporzioni medie o dal basse il controllo che esercita su di essi è talmente preciso e naturale da essere istintivo e non doverle richiedere nemmeno un briciolo di concentrazione.
Può accelerare e far ruotare a velocità elevatissime l'aria che la circonda in modo da utilizzarla per sollevare oggetti di grandezza spropositata. È in grado di condensare le molecole d'acqua presenti nell'aria per creare la nebbia o semplicemente muoverle secondo il suo volere, provocando in tal modo lo spostamento delle onde marine fino al punto da generare un maremoto.
Sarah può inoltre controllare i movimenti climatici, sfruttando i venti per volare o creando fasci d'energia elettrica nei palmi delle mani, abilità che inoltre è la sua tecnica offensiva preferita. Quest'ultima caratteristica è potenziata dai guanti hi-tech che indossa nel suo costume.
Rainmaker ha inoltre un'attitudine naturale per le tattiche di guerra ed è un eccellente combattente a mani nude o servendosi delle armi tribali degli Apache come asce o coltelli. Spesso ha dimostrato di sapersela cavare egregiamente in battaglia anche se privata dei suoi poteri, dal momento che è il membro di Gen¹³ che fa l'uso più limitato del suo Fattore-gen (dopo ovviamente di Lynch).
Sarah è anche molto intelligente ed istruita ed è in grado di riconoscere con precisione la sua posizione geografica attraverso le interpretazioni dei venti.

## Altre versioni
- Nell'universo Bleed Sarah è un membro di Stormwatch.
- Nella Smoosh Reality è presente un amalgama di Sarah e del personaggio Top Cow Heatwave: Heatmaker, membro dei CyberC.A.T.s.
- Nel mondo alternativo 838 viene presentata una versione alternativa di Sarah a sesso invertito chiamata solo col nome di battaglia Rainmaker. Aiuterà Midnighter a combattere il Dottore e verrà ucciso.
- Esiste una versione del personaggio anche nel crossover Marvel/WildStorm, qui è un ibrido Deamonita creato per combattere nella terza guerra mondiale dai Deamoniti, dal Dottor Destino e dagli Skrull.

## Altri media
- Nel film d'animazione Gen¹³ Sarah fa un piccolo cameo al progetto Genesis durante una gara ginnica in cui si misura con Caitlin e perde, in questa versione compare anche il suo fratellastro Treshold, con cui tuttavia non sembra avere nessuna parentela. Una curiosità è che quando Lynch aiuta a fuggire i futuri membri di Gen¹³ lei non sia tra loro e rimanga invece nello stabilimento quando questo esplode.